# Timothy McLaren
Timothy „Tim“ George McLaren OAM (* 24. September 1956 in Cootamundra) ist ein ehemaliger australischer Ruderer. 1984 gewann er die olympische Silbermedaille mit dem australischen Doppelvierer.

## Karriere
Der 1,93 m große Timothy McLaren belegte den siebten Platz im Einer bei den Weltmeisterschaften 1983. Bei den australischen Ruder-Meisterschaften 1984 siegte er zusammen mit Allan Pollock im Doppelzweier. Im Einer gewann Anthony Lovrich vor Gary Gullock, Paul Reedy und Timothy McLaren. Diese vier Ruderer bildeten zusammen den australischen Doppelvierer für die Olympischen Spiele in Los Angeles. Bei der olympischen Regatta gewannen die Australier den ersten Vorlauf, den zweiten gewann das Weltmeisterboot aus der Bundesrepublik Deutschland. Im Endlauf siegten die Deutschen mit 0,43 Sekunden Vorsprung vor den Australiern, die drittplatzierten Kanadier lagen 1,09 Sekunden hinter den Australiern.
McLaren war nach seiner Karriere viele Jahre Cheftrainer beim University of Technology Rowing Club in Sydney, wo er insgesamt 30 Olympiateilnehmer betreute. 2007 wechselte er nach Kalifornien und betreute von 2008 bis zu den Olympischen Spielen 2012 das Männer-Team der Vereinigten Staaten. Danach zog er wieder nach Australien, kehrte aber danach im Frühjahr gelegentlich zurück, um dem US-Trainer Michael Teti beim Saisonaufbau zu helfen.
1998 wurde Timothy McLaren für seine Erfolge als Trainer und in der Trainerausbildung mit der Medaille des Order of Australia ausgezeichnet.